# Proporus
Propurus is een geslacht uit de familie Proporidae.

## Soorten
Het geslacht bestaat uit 9 soorten:
- Proporus bermudensis Hooge & Tyler, 2002
- Proporus brochii Westblad, 1946
- Proporus carolinensis Hooge & Smith, 2004
- Proporus cyclops Schmidt, 1848 (nomen dubium)
- Proporus lonchitis Dörjes, 1971
- Proporus minimus An der Lan, 1936
- Proporus rubropunctata Schmidt, 1852
- Proporus venosus Schmidt, 1852
- Proporus viridis Leuckart, 1854